# SC Brühl 06/45
Der SC Brühl 06/45 (vollständig Sport-Club Brühl 06/45 e. V.) ist ein Fußballverein aus der rheinischen Stadt Brühl. Er ist neben dem 2009 aufgelösten Blau-Weiß Brühl der erfolgreichste Fußballverein der Stadt und spielte von 2008 bis 2015 in der fünftklassigen Mittelrheinliga.

## Geschichte
1906 wurde an der Liblarer Straße die erste Fußballmannschaft gegründet, die regelmäßigen Spielbetrieb in Brühl gewährleisten konnte. Sechs Jahre später wurde sie als Fußballabteilung dem Brühler TV 1879 angegliedert. Nach zwei Aufstiegen in Folge 1919 bis 1921 wurde die Fußballmannschaft jedoch 1924 als Brühler SV 06 wieder selbstständig. Drei Jahre darauf gelang schließlich der Aufstieg in die damals zweitklassige Bezirksliga. Nach dem Zweiten Weltkrieg stieg die Fußballmannschaft 1947 erneut in die Bezirksliga auf und gehörte bis zum Abstieg 1958 ununterbrochen dieser Spielklasse an. 1960 kam es zur Fusion mit dem Brühler BC, der bereits 1945 als VfL Brühl gegründet worden war und 1956 nur knapp den Aufstieg in die Landesliga verpasst hatte, sowie der Umbenennung zum SC Brühl 06/45.
1966 stieg der SC Brühl 06/45 in die Landesliga auf und wurde auf Anhieb Vizemeister. Im Jahr darauf gelang nach Entscheidungsspielsiegen über die SpVgg Porz und Viktoria Alsdorf der Aufstieg in die Verbandsliga Mittelrhein. Dort belegte die Fußballmannschaft zumeist Mittelfeldpositionen, bevor sie 1975 mit einem Punkt Rückstand auf Bayer 04 Leverkusen Vizemeister wurde. Im Achtelfinale der Deutschen Amateurmeisterschaft scheiterte der SC Brühl 06/45 im selben Jahr am SC Victoria Hamburg. Finanziell schwer angeschlagen, stieg die Fußballmannschaft 1978 letztlich in die Landesliga ab und musste 1987 den Gang in die Bezirksliga antreten.
1994 kam es zu einer erneuten Fusion, diesmal mit dem FC Renault Brühl, der 1956 als Betriebssportverein der deutschen Niederlassung von Renault gegründet und 1977 in FC Renault Brühl umbenannt worden war. Schließlich in SC Renault Brühl umbenannt, gelang der Fußballmannschaft 1981, 1988 und 1990 der Aufstieg in die Bezirksliga. Gleich in der ersten Saison nach der Fusion erreichte man nach einem Entscheidungsspielsieg gegen den FC Lich-Steinstraß den Aufstieg in die Landesliga. Zwei Jahre später gelang des Weiteren der Aufstieg in die Verbandsliga. Nach einem vierten Platz zum Ende der Saison 2001/02, folgte im Jubiläumsjahr 2006 jedoch der Abstieg in die Landesliga. Dort gelang 2008 der Wiederaufstieg in die mittlerweile Mittelrheinliga genannte Spielklasse. Gleichzeitig wurde der heutige Vereinsname SC Brühl 06/45 wieder angenommen.
Nach sieben Jahren in der Mittelrheinliga stieg die erste Herrenmannschaft 2015 wieder in die Landesliga ab. In den Jahren danach gelang ihr jedoch zuerst 2016 gegen den GKSC Hürth und schließlich 2017 gegen die SpVg Frechen 20 der Sieg des Rhein-Erft-Kreis-Pokals.
Ab 2018 unterhielt der SC Brühl 06/45 eine weitreichende Partnerschaft zum 1. FSV Brühl, einem reinen Frauenfußballverein, mit dem bis zu dessen Auflösung gemeinsame Veranstaltungen und Trainingseinheiten durchgeführt wurden. Trikotsponsor der ersten Herrenmannschaft war in der Saison 2019/20 der Brühler Spirituosenhersteller Flimm.
2025 gelang dem SC Brühl 06/45 der Wiederaufstieg in die Bezirksliga. Zwar wurden die erste Herrenmannschaft nur Vizemeister hinter dem SV Lövenich/Widdersdorf, profitierte allerdings vom Rückzug des SV Rott aus der Bezirksliga.

## Stadion

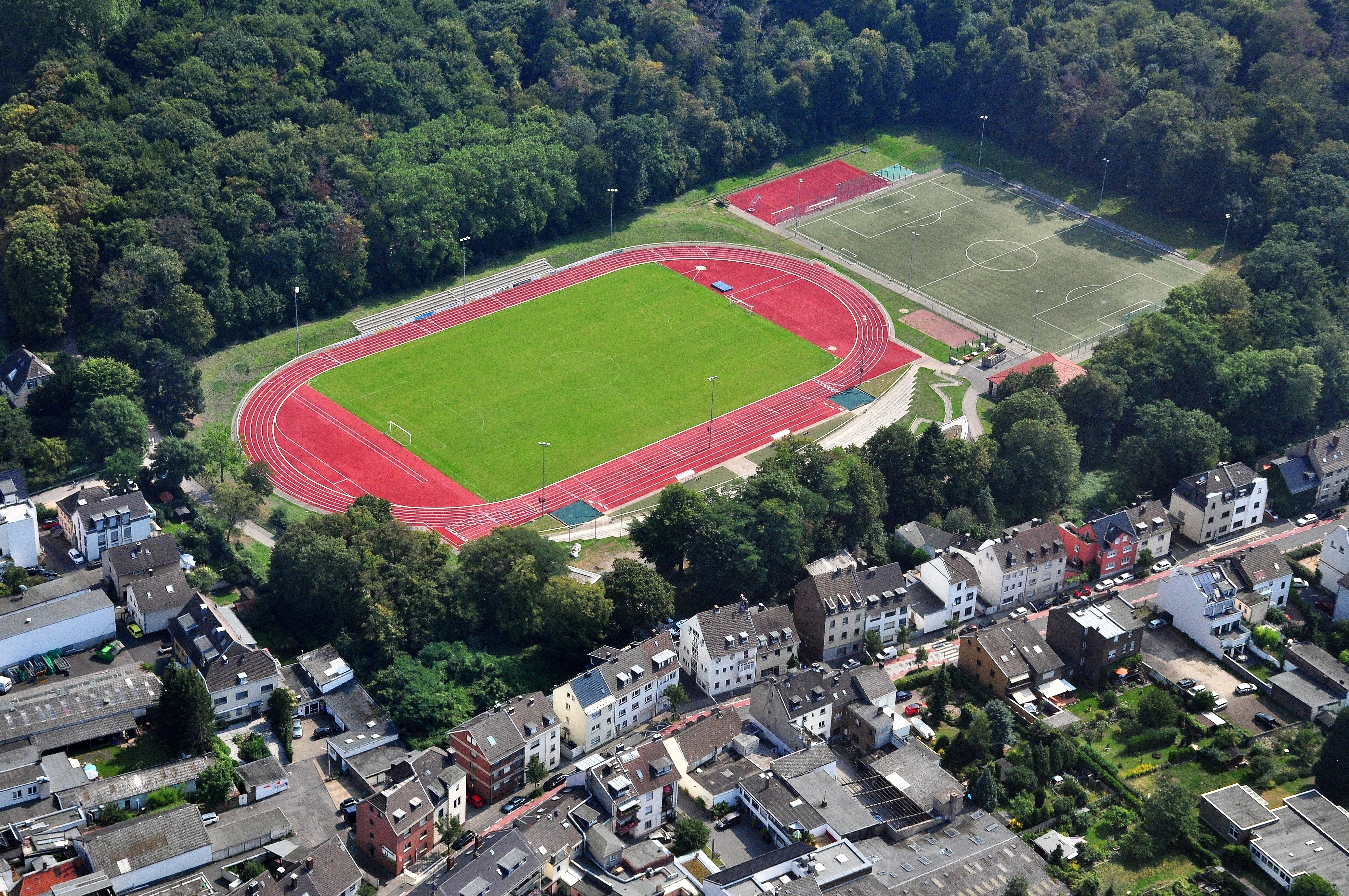
Schlossparkstadion

Seine Heimspiele trägt der SC Brühl 06/45 im Schlossparkstadion aus. Gleichzeitig trainieren die Mannschaften auch auf dem Sportplatz Brühl-Ost.

## Persönlichkeiten
- Reiner Calmund, in den Saisons 1974/75 und 1975/76 Co-Trainer
- Hans Faber, bis zur Saison 1947/48 Stürmer
- Benedikt Fernandez, in der Hinrunde der Saison 2004/05 Torhüter
- Karl Flink, bis zur Saison 1909/10 Mittelfeldspieler
- Heinz-Theo Horst, in den Saisons 1981/82 bis 1989/90 Trainer
- Frank Kayser, nach der Saison 1993/94 Abwehrspieler
- Fuat Kılıç, bis zur Saison 2000/01 Abwehrspieler
- Heinz-Josef Kehr, bis zur Saison 1975/76 Stürmer
- Fritz Pott, in der Saison 1974/75 Trainer